# Prolacertidae
Los prolacértidos (Prolacertidae) son una familia de saurópsidos arcosauromorfos prolacertiformes, que vivieron a mediados del Período geológico Triásico, entre 245 y 228 millones de años aproximadamente entre el Anisiense y el Ladiniense, en lo que hoy es Europa, Australia y la India. 